# Álvaro Leonel Ramazzini Imeri
Álvaro Leonel Ramazzini Imeri (Guatemala, 16. srpnja 1947.) gvatemalski je prelat Katoličke Crkve koji je od 2012. biskup Huehuetenanga. Bio je biskup San Marcosa od 1988. do 2012. godine.
Papa Franjo ga je 5. listopada 2019. imenovao kardinalom svećenikom crkve San Giovanni Evangelista a Spinaceto.